# Pinus georginae
Pinus georginae là một loài thực vật hạt trần trong họ Pinaceae. Loài này được Pérez de la Rosa mô tả khoa học đầu tiên năm 2009.